# Evanescence EP
«Evanescence EP» — перший мініальбом гурту Evanescence. Альбом продюсований Емі Лі та Беном Муді за власні кошти. Альбом був проданий під час концерту в грудні 1998 в Літл-Рок, Арканзас, США. За ніч було продано всі 100 примірників, що були надруковані.
На обкладинці диску зображено скульптуру Вільяма Ветмора Сторі — «Янгол горя».

## Трек-ліст
| #  | Назва               | Автор            | Тривалість |
| -- | ------------------- | ---------------- | ---------- |
| 1. | «Where Will You Go» | Емі Лі, Бен Муді | 3:44       |
| 2. | «Solitude»          | Емі Лі, Бен Муді | 5:46       |
| 3. | «Imaginary»         | Емі Лі, Бен Муді | 4:01       |
| 4. | «Exodus»            | Емі Лі, Бен Муді | 3:04       |
| 5. | «So Close»          | Емі Лі, Бен Муді | 4:30       |
| 6. | «Understanding»     | Емі Лі, Бен Муді | 7:23       |
| 7. | «The End»           | Емі Лі, Бен Муді | 1:59       |

### Бонусні пісні
| #  | Назва           | Автор            | Тривалість |
| -- | --------------- | ---------------- | ---------- |
| 1. | «My Immortal»   | Емі Лі, Бен Муді |            |
| 2. | «Give Unto Me»  | Емі Лі, Бен Муді |            |
| 3. | «October»       | Емі Лі, Бен Муді |            |
| 4. | «Understanding» | Емі Лі, Бен Муді |            |

## Склад виконавців
- Емі Лі — вокал, піаніно, синтезатор
- Бен Муді — гітара, барабан
- Вілл Бойд — бас-гітара, гітара, задній вокал пісні «Solitude»
- Метт Аутло — барабан в пісні «Solitude» та «So Close»
- Роккі Грей — барабан в пісні «Understanding»
- Стефані Пірс — задній вокал пісні «Understanding»